# ライネ＝ベントラーゲ陸軍飛行場
ライネ＝ベントラーゲ陸軍飛行場（ドイツ語: Heeresflugplatz Rheine-Bentlage）は、ドイツ連邦共和国ノルトライン＝ヴェストファーレン州ライネのベントラーゲ地区に所在する軍用飛行場。

## 歴史
1939年にベントラーゲにて軍用飛行場に建設が始まり、1940年に完成する。第二次世界大戦中は多数の昼間戦闘機や夜間戦闘機が出撃した。同飛行場は1945年以降にいったん使われなくなった。
1955年、ドイツ連邦軍の建軍に伴って飛行場として再開することが検討され、1960年から検討に対応する建設案は実行に移されライネ＝ベントラーゲ陸軍飛行場として開設される。
飛行場は小さく、西から東方向へ伸びる舗装滑走路があり、長さは約500メートルにおよぶ。建設から40年経過しており施設全体の老朽化が目立ってきたため、2017年までに1億ユーロを投じて飛行場内兵舎の近代化やフェンスの更新、格納庫の増築によりCH-53の列線整備場は屋外から屋内に移される。
第15中型輸送ヘリコプター連隊には、MBB Bo 105小型ヘリコプター5機、シコルスキー CH-53GおよびGS大型ヘリコプター36機が配備されており、2009年末にGEヴァージョンへの更新が予定されている。

## 配置部隊・機関
- テオドール・ブランク兵営
  - 第15中型輸送ヘリコプター連隊（陸軍）
  - ライネ車両操縦教育センター（基盤軍）
  - ライネ資材処（基盤軍）
  - ライネ衛生センター（救業軍）
  - ミュンスター連邦軍業務センター分所（国防施設管理・環境保護部）